# ماري جين هيغباي
ماري جين هيغباي (بالإنجليزية: Mary Jane Higby)‏ هي ممثلة أمريكية، ولدت في 29 مايو 1909 في سانت لويس في الولايات المتحدة، وتوفيت في 1 فبراير 1986 في نيويورك في الولايات المتحدة.

## وصلات خارجية
- ماري جين هيغباي على موقع IMDb (الإنجليزية)
- ماري جين هيغباي على موقع قاعدة بيانات الفيلم (الإنجليزية)